# 우라호로역
우라호로역(일본어: 浦幌駅)은 일본 홋카이도 도카치 군 우라호로정에 있는 홋카이도 여객철도의 역이다. 역 번호는 K40이며, 상대식 승강장 2면 2선의 구조를 지닌 지상역이다.

## 역 주변
- 국도 제38호선
- 우라호로 정청
- 오비히로 신용금고 우라호로 지점
- 우라호로 정 농업 협동조합 (JA 우라호로 점) 본점

## 역사
- 1903년 12월 25일 : 개업.
- 1905년 4월 1일 : 국유철도로 편입.
- 1987년 4월 1일 : 민영화에 의해, 홋카이도 여객철도로 이관.

## 인접 정차역
| 홋카이도 여객철도 네무로 본선 | 홋카이도 여객철도 네무로 본선 | 홋카이도 여객철도 네무로 본선 |
| ----------------------------- | ----------------------------- | ----------------------------- |
| K39 신요시노 신토쿠 방면      | 네무로 본선                   | 아쓰나이 K42 구시로 방면      |